# Cửa khẩu Thanh Thủy (Nghệ An)
Cửa khẩu Thanh Thủy là một cửa khẩu chính (quốc gia), đường bộ tại vùng đất phía tây thôn Khe Mừ Kim Bảng tỉnh Nghệ An, Việt Nam .
Cửa khẩu Thanh Thủy thông thương sang cửa khẩu Namon (Nậm On) 18°37′17″B 105°11′04″Đ / 18,621458°B 105,184331°Đ muang Khamkeuth tỉnh Bolykhamxay, CHDCND Lào 
Ngày 9/7/2013 tại cặp Cửa khẩu Thanh Thủy - Nậm On đã tổ chức Lễ chào mừng hoàn thành công tác tăng dày, tôn tạo mốc biên giới trên thực địa và khánh thành cột mốc đại số 460. Thủ tướng Nguyễn Tấn Dũng và Thủ tướng Lào Thongsing Thammavong đã tham dự lễ.

## Hoạt động
Hoạt động ở cửa khẩu Thanh Thủy còn ở mức thấp, chủ yếu là nhập gỗ và lâm sản từ Lào.
Năm 2016 cửa khẩu Thanh Thủy là một trong các lựa chọn để xây dựng đường cao tốc Việt Nam - Lào, nối Hà Nội với Viêng Chăn dài cỡ 725 km .